# Кайнлик
Кайнли́к (рос. Кайнлык, чув. Кайнлăк) — присілок у складі Комсомольського району Чувашії, Росія. Входить до складу Кайнлицького сільського поселення.
Населення — 293 особи (2010; 276 у 2002).
Національний склад:
- татари — 100 %